# Gläsernes Heiliges

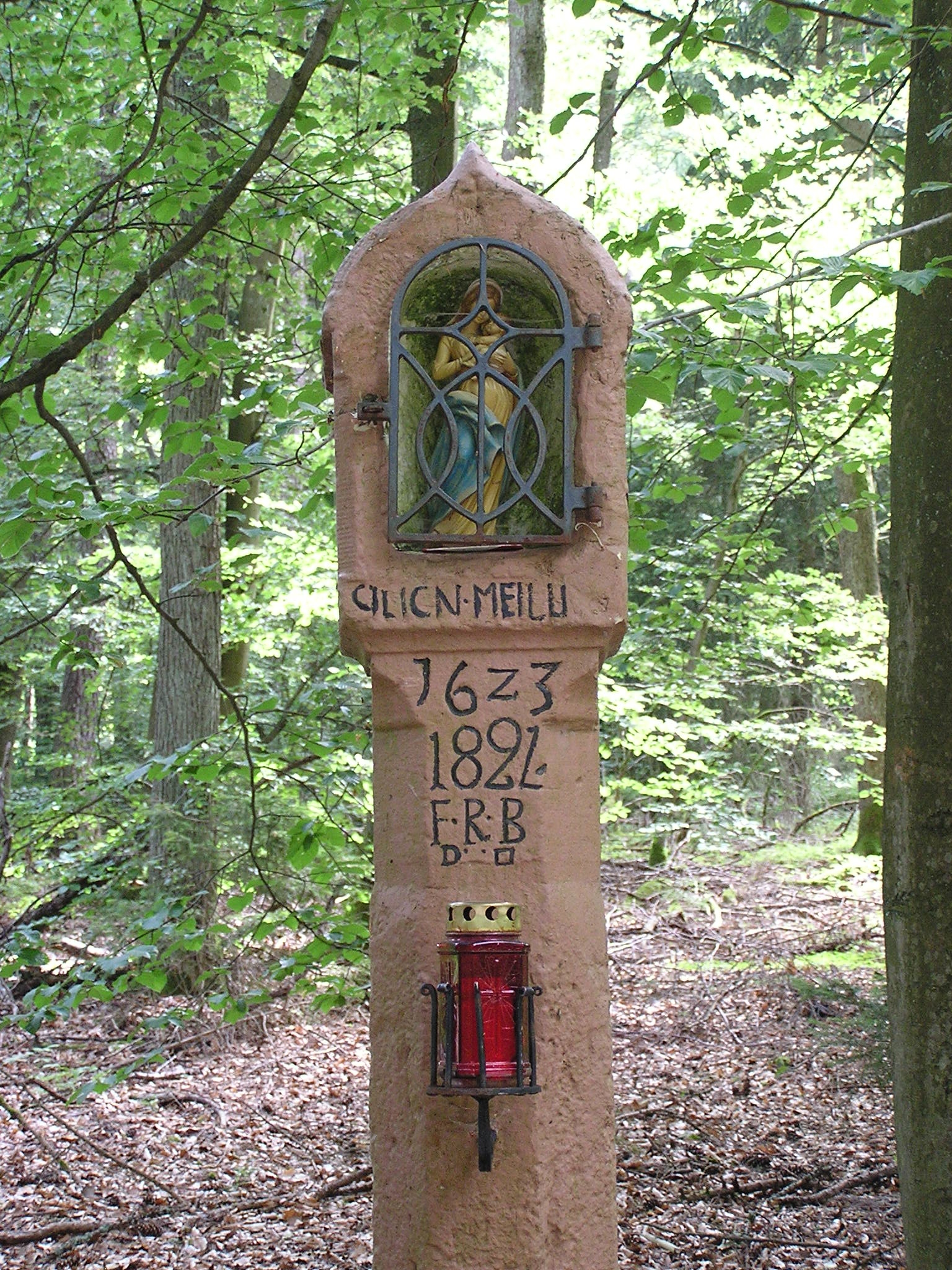
Gläsernes Heiliges

Il Gläsernes Heiliges (Sacro Vitreo) è una immagine sacra scolpita di arenaria rossa. Fu eretta nel seicento a un incrocio nella zona forestale Glasbild sotto il monte Eichenberg vicino Frammersbach. Il sacro fa vedere la iscrizione misteriosa "CILICN MEILU", possibilmente rinnovata in modo sbagliata. In epoche storiche, era un punto di riferimento importante per i fedeli da Frammersbach in Baviera a Lohrhaupten nel comune di Flörsbachtal attualmente situato nel land dell'Assia.